# Булбук
Булбук (рум. Bulbuc) — село у повіті Алба в Румунії. Входить до складу комуни Черу-Бекеїнць.
Село розташоване на відстані 281 км на північний захід від Бухареста, 22 км на захід від Алба-Юлії, 87 км на південь від Клуж-Напоки.

## Населення
За даними перепису населення 2002 року у селі проживали 27 осіб, усі — румуни. Усі жителі села рідною мовою назвали румунську.